# Sphyrnoceps brunnea
Sphyrnoceps brunnea är en tvåvingeart som beskrevs av Meijere 1914. Sphyrnoceps brunnea ingår i släktet Sphyrnoceps och familjen daggflugor. Inga underarter finns listade i Catalogue of Life.